# Góry Gagryjskie
Góry Gagryjskie (gruz. გაგრის ქედი, trl. Gagris K'edi, trb. Gagris Kedi) – pasmo górskie leżące na południu pasma głównego Wielkiego Kaukazu, na północnym wschodzie terytorium Gruzji, przy granicy z Rosją (na terenie Abchazji), między rzekami Psou (po niej przebiega granica z Rosją) i Bzyp. Najwyższy szczyt, Agepsta (na granicy z Rosją), wznosi się na wysokość 3256 m n.p.m. Góry zbudowane są głównie z wapieni; występują zjawiska krasowe.